# Kedawang
Kedawang is een bestuurslaag in het regentschap Pasuruan van de provincie Oost-Java, Indonesië. Kedawang telt 6395 inwoners (volkstelling 2010).